# Xanthopelta scutellaris
Xanthopelta scutellaris là một loài ruồi trong họ Tachinidae.